# Rodero
Rodero est une commune de la province de Côme dans la région Lombardie en Italie.

## Administration
| Période                                  | Période  | Identité         | Étiquette | Qualité |
| ---------------------------------------- | -------- | ---------------- | --------- | ------- |
| 28 mai 2002                              | En cours | Fiorenzo Pastori |           |         |
| Les données manquantes sont à compléter. |          |                  |           |         |

### Communes limitrophes
Bizzarone, Cagno, Cantello, Valmorea, Stabio(Suisse).